# Palazzo Firrao
Palazzo Firrao ili Palazzo Bisignano, nekoć nazvana Palazzo di Santa Agata, monumentalna je palača smještena na Via Santa Maria di Costantinopoli broj 98, nasuprot Piazzi Bellini, u središtu Napulja, Italija.

## Povijest
Palača je na tom mjestu postojala do ranih 1500-ih, budući da se zna da je nekada imala vanjske freske Polidora di Caravaggia. Palaču je početkom 17. stoljeća kupio Cesare Firrao, princ od Sant'Agate i Luzzija, u Kalabriji. Općenito se smatra da je on zadužio baroknog arhitekta Cosima Fanzaga za obnovu palače, te da je ovaj arhitekt projektirao današnje pročelje. Drugi velik dio posla pripisuju Jacopu Lazzariju i njegovom sinu Dionisiju. Pročelje palače očito je dovršeno 1630-1640-ih.
Bliska povezanost Firraa s potkraljevom vladom gotovo je dovela do uništenja palače tijekom Masaniellove revolucije 1647., ali zahvaljujući intervenciji kardinala Ascanija Filomarina, palača je bila pošteđena. Tradicija kaže da je kardinal uspio razuvjeriti svjetinu pokazujući na bistu Karla I. od Španjolske, cara Svetog rimskog carstva, na pročelju i pozivajući se na suzdržano oporezivanje tog kralja.
Muška obitelj Firrao izumrla je do druge polovice 17. stoljeća, a palača je prešla preko kćeri Livije Firrao na lozu njezina supruga Tomassa di Sanseverina, princa od Bisignana. U moderno doba u njemu su bili državni uredi.

## Arhitektura
Osnovni podovi pročelja izgrađeni su od vulkanskog kamena piperno, isklesanog čvrstim, ali visokim jonskim pilastrima. Prozori prizemlja završavaju se isprekidanim zabatima s ukrasnim žarama. Gornji timpanon portala flankiran je s dvije ležeće statue, svaka s rogovima izobilja, koje prikazuju Velikodušnost (s lavom) i Milosrđe (s orlom). U sredini, ispod konja koji skače naprijed, nalazi se štit s heraldičkim simbolima obitelji Firrao.
Gornji katovi također su bogati skulpturalnim elementima, s dva kata isklesanih pilastara, od kojih je najviši nadvišen simbolima obitelji Firrao: grožđe, lavovi i bijesni konji. Ali upečatljiv element su sedam medaljonskih niša koje sadrže mramorne biste vladara Napulja, uglavnom iz kuće Habsburg, kojima je služio Firrao. Izvajao ih je Giulio Mencaglia, možda uz pomoć Bernardina Landinija i Giuliana Finellija, s lijeva na desno (ne kronološkim redom) prikazuju: Filipa IV., Filipa II., Ferdinanda II.[?], Karla I., Ferdinanda III., Filipa III. i Karla II..